# S/2009 S 1
S/2009 S 1 ist der innerste und kleinste der 274 bekannten Monde des Planeten Saturn. Er ist der einzige bislang bekannte Mond, dessen Umlaufbahn innerhalb des B-Rings der Saturnringe verläuft. Auf Grund seiner Größe von wenigen hundert Metern wird er im englischen Sprachraum als Moonlet bezeichnet.

## Entdeckung und Benennung
S/2009 S 1 wurde am 26. Juli 2009 auf einer einzelnen Aufnahme der Raumsonde Cassini vom Imaging Science Team der Cassini-Mission entdeckt. Das Bild war eine Nahwinkel-Aufnahme des B-Ringes während einer Durchquerung der Sonde durch die Ringebene und wurde durch einen klaren Filter mit einer Belichtungszeit von 0,82 Sekunden und einer Auflösung von etwa 1 km gemacht. Der Mond fiel durch einen 36 km langen Schatten auf, den er auf den dichten äußeren B-Ring warf. Da das Licht der Sonne zur Zeit des Äquinoktiums am 11. August 2009 – das etwa alle 15 Jahre stattfindet – als die Ringe des Planeten mit ihrer Kante zur Sonne wiesen und nur einen dünnen Schattenstrich auf Saturn warfen, in einem sehr flachen Winkel auf die Ringe fiel, konnte S/2009 S 1 dadurch lokalisiert werden. Er ist der erste und einzige entdeckte Mond des B-Rings, und der siebte entdeckte Mond der Cassini-Raumsonde.
Die Entdeckung wurde am 2. November 2009 durch Carolyn C. Porco, der Leiterin des Imaging Science Team der Cassini-Mission bekannt gegeben. Mit ihm wurde der zu dieser Zeit innerste und kleinste Saturnmond entdeckt und die Anzahl der bisher entdeckten Trabanten des Saturn stieg auf 62.
Die vorläufige Bezeichnung S/2009 S 1 entspricht der Systematik der Internationalen Astronomischen Union (IAU). Er ist bislang der einzige der inneren sogenannten Moonlets, der eine eigene Nummerierung erhielt und daher als regulärer Mond anzusehen ist. Außerdem ist er der bislang kleinste von der IAU nummerierte Mond im gesamten Sonnensystem.

## Bahneigenschaften
S/2009 S 1 umkreist Saturn auf einer prograden, wahrscheinlich perfekt kreisförmigen Umlaufbahn in einem Abstand von rund 117.100 km (ca. 1,943 Saturnradien; dies ist bemerkenswert, da sich der innerste Neptunmond Naiad und der Uranusmond Cordelia in der im Verhältnis beinahe gleichen Distanz zu deren Zentralplaneten befindet) von dessen Zentrum, also rund 56.700 km über dessen Wolkenobergrenze. Die Bahnexzentrizität und die Bahnneigung gegenüber dem Äquator von Saturn konnte bisher nicht präzise ermittelt werden, da der Mond bisher nur auf einer einzelnen Aufnahme gesichtet werden konnte; beide Werte müssten jedoch um die 0,0 betragen.
Die Umlaufbahn des nächstäußeren Mondes Pan, der bis 2009 den Status des innersten Saturnmondes innehatte, ist im Mittel rund 16.500 km vom Orbit von S/2009 S 1 entfernt.
S/2009 S 1 umläuft Saturn innerhalb des äußeren etwa 26.600 km breiten B-Rings, die äußere Ringkante beziehungsweise die Innenkante der Cassinischen Teilung ist lediglich etwa 480 km vom Orbit des Mondes entfernt. Im Unterschied zu den 2006 gefundenen Moonlets im A-Ring, die sich etwa 13.000 km weiter außen im A-Ring befinden, konnten um S/2009 S 1 keine propellerartigen Strukturen gefunden werden. Besagte Moonlets (die keine Nummerierungen erhielten) waren zu klein, um direkt abgelichtet zu werden, wurden jedoch durch die während ihres Umlaufes erzeugten engen Lücken lokalisiert. Die Absenz von Propellerstrukturen bei S/2009 S 1 ist sehr plausibel, da der B-Ring sehr dicht ist und sich die durch ihn erzeugten Lücken schneller auffüllen würden als in einer weniger dichten Region wie dem mittleren A-Ring. Abgesehen davon ist es für einen kleinen Mond weitaus schwieriger, in einem so dichten Ring überhaupt Lücken zu erzeugen.
Die Umlaufperiode konnte nicht präzise ermittelt werden, müsste aber aufgrund der Entfernung zum Zentralplaneten 11 Stunden, 20 Minuten und etwa 24 Sekunden betragen. Da dies nur wenig mehr als Saturns Rotationsperiode ist, müsste S/2009 S 1 von einem hypothetischen Betrachter von Saturn aus gesehen sehr lange Zeit am Himmel zu sehen sein (vorausgesetzt, man könnte ihn aufgrund der Einbettung in den B-Ring und der geringen Größe überhaupt ausmachen).

## Physikalische Eigenschaften
S/2009 S 1 besitzt einen Durchmesser von etwa 300 Metern. Die Größe des Mondes wurde daraus abgeleitet, dass er während der Entdeckung etwa 150 Meter über die Ringebene herausragte.

## Erforschung
Die einzige Aufnahme der Raumsonde Cassini, auf der S/2009 S 1 zu sehen ist, wurde 16 Tage vor dem Frühlingsbeginn von Saturns Nordhalbkugel aus einer Entfernung von 296.000 km gemacht, als sich die Sonde etwa 42° unterhalb des von der Sonne beschienenen B-Ringes befand. Saturn selbst war zu diesem Zeitpunkt aus dieser Position etwa zu zwei Dritteln beleuchtet.

## Galerie

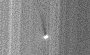
Bei dem hellen Punkt in der Mitte handelt es sich um S/2009 S 1